# Gestion des masques de protection en France
L'État français gère un stock de masques chirurgicaux et les masques de protection FFP2. Le maintien de ce stock est à l'origine d'un débat public lors de la pandémie de Covid-19 en France.

## Épidémie de grippe H1N1 en 2009
À la suite de l’épidémie de grippe aviaire (H5N1) de 2006, l'Établissement de préparation et de réponse aux urgences sanitaires est créé par la loi du 5 mars 2007 relative à la préparation du système de santé à des menaces sanitaires de grande ampleur,,.
En 2009, une épidémie de grippe H1N1 est annoncée et la réserve stratégique était alors de 537 millions de masques en juillet 2009, sans compter les 110 millions en cours de livraison. Le 10 juillet 2009, en prévision de l'épidémie de grippe H1N1, la ministre de la Santé Roselyne Bachelot décide le renforcement de la réserve stratégique de masques chirurgicaux et de masques de protection FFP2. Elle donne des instructions pour constituer un stock d'État de 1,7 milliard de masques de protection : un milliard de masques chirurgicaux et 723 millions de masques FFP2,.
En décembre 2009, la France détient un stock de 1 milliard de masques chirurgicaux et de 723 millions de masques de protection FFP2. Tous les généralistes ont reçu un masque FFP2 contre le virus H1N1.
Les dépenses liées à la grippe A H1N1, principalement en fournitures et vaccins, ont atteint 382 millions d'euros ce qui a été critiqué. L’État détenait 723 millions de masques de protection FFP2 et 1 milliard de masques chirurgicaux,,.
Roselyne Bachelot, ministre de la Santé lors de l'épidémie de grippe A (H1N1) de 2009 avait fait polémique en commandant de très nombreux masques en prévision d'une possible pandémie. Ses actions avaient été critiquées. Elle accuse notamment la Cour des comptes d'avoir épinglé cette dépense peu raisonnable, alors que la Cour des comptes avait déclaré dans son rapport que cette acquisition était « pertinente ».
Le 2 janvier 2010, Roselyne Bachelot est auditionnée devant la Commission des Affaires sociales de l'Assemblée nationale. Elle est interpellée par le député PS de l'Isère Michel Issindou. Elle répond : « les masques sont une précaution en cas de pandémie. Ce n'est pas au moment où la pandémie surviendra qu'il faudra constituer les stocks ».

## Gestion du stock entre 2010 et 2019
Entre 2010 et 2014, l'établissement de préparation et de réponse aux urgences sanitaires (Eprus), l'Institut de veille sanitaire et l'Institut national de prévention et d'éducation pour la santé voient leurs budgets baisser de 54 millions d'euros (moins 24 %).
En 2011, une note de la Direction générale de la Santé datée du 27 juillet mentionne des réserves de 600  millions de masques FFP2 et 800  millions de masques chirurgicaux. À ce moment-là, l’objectif du stock est toujours fixé à 600 millions de masques FFP2 et un milliard de masques chirurgicaux. Cette même note estime que « pour l’année 2012, le renouvellement d’une partie du stock de masques chirurgicaux et FFP2 ne semble pas justifié », en raison des stocks élevés et des enjeux financiers. En 2011 est donc prise par l'État la décision qu'un masque chirurgical est suffisant en cas de pandémie, en lieu et place des masques FFP2 jugés trop chers et trop peu confortables ; décision allant à l'encontre des préconisations du  centre Armand-Frappier Santé Biotechnologie (AFSB) de l'Institut national de la recherche scientifique (INRS), de l'Agence nationale de sécurité du médicament et des produits de santé, de la direction générale de la santé, du Conseil supérieur d'hygiène publique de France et de l'OMS. En juillet 2011, les stocks commencent à diminuer.
La gestion des stocks stratégiques de masques a changé en 2013, quand la commande des masques et leur distribution est confiée aux entreprises pour leurs salariés. Le système hospitalier se voit chargé de constituer des stocks de masques pour ses personnels, tout en étant forcé de faire des économies de fonctionnement. Pour Jérôme Salomon, ce principe avait été validé par tous les collèges d'experts consultés. Le stockage de masque n'est alors plus la norme, les autorités publiques estimant qu'il sera plus facile d'acheter des masques le moment venu, car il s'agit de produits courants.
Le 16 mai 2013, le Secrétariat général de la Défense et de la Sécurité nationale (SGDSN) édicte une « doctrine de protection des travailleurs face aux maladies hautement pathogènes à transmission respiratoire ». Il est dit en introduction que la doctrine « est le fruit d'un travail interministériel mené dans un souci d'efficacité et d'économie globale, s'appuyant notamment sur le retour d'expérience acquis lors des pandémies de la décennie écoulée », à savoir notamment la pandémie de Grippe A (H1N1) de 2009-2010. Elle se base également sur un avis du Haut Conseil de la santé publique (HCSP) du 1er juillet 2011. La doctrine explique principalement que « la protection des travailleurs relève de la responsabilité des seuls employeurs, publics ou
privés ». Il a ainsi été préconisé de réduire les coûts d'acquisition et de stockage, distribuant désormais cet effort à toutes les entreprises privées en tant que meilleure pratique facultative pour assurer la protection de leurs travailleurs,. La doctrine indique également que « le HCSP privilégie le port de masques chirurgicaux pour les personnels en contact avec le public et les personnes se rendant dans des lieux publics, dès lors que la situation le nécessite. Le HCSP considère que le port du masque FFP2 doit être réservé aux personnels directement exposés à un risque élevé, notamment les professionnels de santé exécutant des actes à risque ». Il est expliqué que le masque FFP2 montre ses limites car la gêne respiratoire liée au port de ce masque conduit à un faible taux d'utilisation. Elle rappelle également qu'un masque chirurgical coûte environ dix fois moins cher qu’un masque FFP2, que le stockage est moins volumineux et qu'il n'est pas sujet aux dates de péremption,.
En 2015, un rapport du Sénat met en avant le fait que les capacités de production en France ne permettraient pas de parer à une situation sanitaire exceptionnelle.
Le rapport parlementaire de la commission des Finances sur l'établissement de préparation et de réponse aux urgences sanitaires revient sur la gestion des masques de protection et rappelle notamment la doctrine de la SGDSN : « Concernant les populations cibles à atteindre pour les masques, la doctrine gouvernementale est en cours de redéfinition. Toutefois, une nouvelle doctrine du SGDSN a d'ores et déjà établi que le stock national géré par l'Eprus concernerait désormais uniquement les masques de protection chirurgicaux à l'attention des personnes malades et de leurs contacts, tandis que la constitution de stocks de masques de protection du personnel de santé (notamment les masques FFP2 pour certains actes à risque) était désormais à la charge des employeurs. »,.
Entre 2012 et 2017 seuls 100 millions de masques et 40 millions de masques pédiatriques sont commandés. Les lignes budgétaires prévues pour cet effet ont été utilisées selon les urgences du moment, comme pour acheter des combinaisons intégrales anti-Ebola.
En janvier 2016, la loi de modernisation du système de santé intègre l'Eprus, organisme chargé de la gestion des crises sanitaires, au sein de Santé publique France. L'Eprus perd alors son autonomie et la vigilance sur les stocks, qui continuent de diminuer, aboutissant aux manques constatés lors de la pandémie de Covid-19.
En novembre 2016, la Direction Générale de la Santé demande à l'agence nationale de santé publique un avis relatif à la stratégie de constitution de contre-mesures médicales en cas de pandémie grippale. Ce rapport est rendu public en mai 2019. Le besoin en masques y est estimé à 20 millions de boites de 50 masques par foyer, ce qui représente un milliard de masques pour protéger 30% de la population.
En 2018 Le directeur général de la Santé, Jérôme Salomon, reçoit une note l'informant que le stock d'État de masques est en grande partie périmé et insuffisant. Il reste 150 millions de masques en 2020 soit 3 semaines de consommation hospitalière exclusive.
Les capacités de production françaises de masques en 2020 sont faibles (500 millions par an) en comparaison d'autres pays (5 milliards pour le Japon), ne permettant même pas de reconstituer en un an le stock de 1 milliard préconisé par santé publique France et ne couvrant pas les besoins annuels hospitaliers.
La comptabilité nationale a montré que le coût d'importation de masques s'est élevé pour la France à 6 milliards d'Euros en 2020, tandis que le coût de production d'un masque produit en France était début 2021 similaire à celui d'un masque produit en Asie.

## Épidémie de Covid-19 de 2019 et 2020
Pour un article plus général, voir Port du masque pendant la pandémie de coronavirus de 2019-20.
L’épidémie de covid 2019 - 2019 a été marquée par une pénurie de masques. Contrairement à ce que certaines publications ont laissé entendre, le gouvernement en place lors de la pandémie n'a pas été le seul gouvernement responsable de la non-disponibilité des masques.

### Préconisation du port du masque pour tous
Officiellement le 17 décembre 2019, le premier porteur du coronavirus SARS-CoV-2 fut un homme de 55 ans de la province du Hubei en Chine,, mais d'autres sources font remonter les premiers cas en novembre voire avant.
Le 27 décembre 2019, un porteur du coronavirus est hospitalisé à l'hôpital Jean Verdier de Bondy en Seine-Saint-Denis (un échantillon du porteur n’aura été testé et connu qu'en mai 2020).
Le 21 janvier 2020, la Chine, principale fournisseuse de l’État français, a cessé d’exporter des masques pour les garder pour son usage interne. Un commentaire officiel de la vidéo du premier point de presse du ministère français de la Santé a écrit : « Le Directeur Général de la Santé, Pr Jérôme Salomon, rappelle l’efficacité des #GestesBarrières face à ce virus :
- lavez vos mains
- éternuez ou toussez dans votre coude
- utilisez un mouchoir à usage unique
- portez un masque »

Le 22 janvier, la ville de Wuhan est confinée et le port du masque y est obligatoire. Le Pr Jérôme Salomon a indiqué que porter un masque et éviter les contacts permettait de diminuer le risque contagieux,.
Le 24 janvier, en France, trois personnes contaminées sont hospitalisées à Grenoble et à Paris. Le ministère de la Santé a tweeté qu'il conseille de porter un masque chirurgical pour aller travailler.

#### Masques réservés aux malades et leurs contacts sains

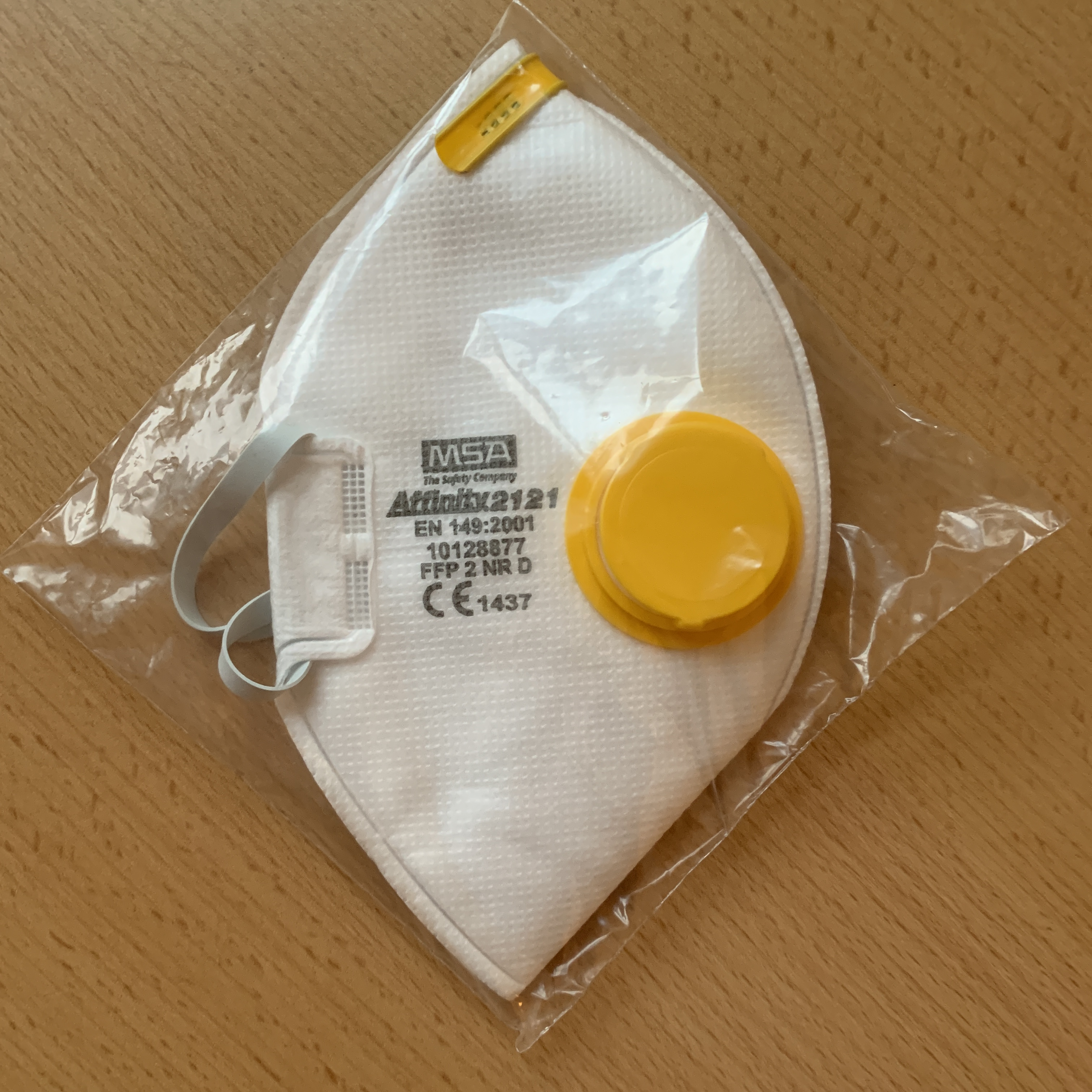
Masque FFP2 (dans son emballage individuel).
Attention : ce masque comporte une valve ; il est prévu pour le bricolage ou l'industrie. Comme le rappelle l'INRS, il ne protège que son porteur,.
À cause de sa valve (soupape qui s'ouvre à chaque expiration et se ferme à l'inspiration), l'air expiré par le porteur à travers la « soupape » est susceptible de contaminer l'environnement extérieur,, par exemple s'il expire des particules infectieuses de type virales et/ou des bactériennes ou mycobactériennes), surtout s'il éternue, tousse, crie ou même parle dans son masque.
Pour le contexte médical ou pandémique, ce même type de masque existe sans valve.

Le 20 janvier, le ministère de la Santé recommande aux voyageurs de porter un masque chirurgical si l'on est en contact avec d’autres personnes. Le ministère des Affaires étrangères invite les voyageurs ayant visité l’Asie et qui doivent entrer en contact avec d’autres personnes à porter un masque chirurgical "en cas de symptômes d’infection respiratoire",,. Sur son site internet, le ministère de la Santé a indiqué "que le port de ce type de masque par la population non malade afin d'éviter d'attraper la maladie n'est pas recommandé", et que "son efficacité n'est pas démontrée",.
Le 25 janvier, le ministère de la Santé précise qu'il est inutile de porter un masque si vous êtes en pleine forme. En cas de symptômes, équipez-vous d'un masque chirurgical si vous devez sortir. Le 26 janvier, la ministre de la Santé, indique que « nous avons des dizaines de millions de masques en stock en cas d'épidémie » et que leur distribution sera assurée par les autorités sanitaires.
Le 27 janvier, à la suite de l'inventaire des masques de protection, une commande de 100 millions de masques est passé.
Le 30 janvier, la Direction générale de la santé (DGS) a demandé à l’agence Santé publique France d'acquérir « dès que possible » 1,1 million de masques FFP2.
Le 3 février, en Chine, les mesures prises contre l’épidémie ont mis les ouvriers chez eux et réduit la production de masque. La Chine est obligée de faire appel à l'aide internationale alors même qu'elle produit la majorité des masques et du matériel médical au niveau mondial. Tous les pays du monde sont désespérément à la recherche des mêmes produits et la pénurie frappe les établissements de santé au premier chef tandis que les prix s'envolent. La pandémie expose la trop grande dépendance des pays occidentaux aux productions venant d'Asie.
Le 7 février, la DGS fait une nouvelle demande à l’agence Santé publique France (SPF). Il s’agit cette fois d’acquérir 28,4 millions de FFP2, à travers « une procédure accélérée d’achat ». Il s’avérera par la suite que la pénurie de masques était connue. Aucune action concernant le renouvellement du stock stratégique n'avait été effectuée depuis l'arrivée au pouvoir d'Emmanuel Macron. Le besoin en masques pour les seuls personnels soignants est estimé à 40 millions par semaine; pour toute la population plus de 500 millions par semaine
Le 12 février, sur les 28,4 millions de masques commandés le 7 février, l'agence SPF n’en a reçu que 500 000. Il en a commandé 250 000 autres[source ?].
Le 18 février, l'État français fournit 17 tonnes de matériel médical à la Chine et indique « continuer à apporter une assistance logistique dans les prochaines semaines »,. Ce matériel contient une quantité importante de masques qui auraient pu servir deux semaines plus tard quand la pandémie a touché la France.

### Plan Orsan REB stade 1 (23 février - 27 février)
Le 23 février, la France lance le premier stade REB (risque épidémique et biologique) du Plan Orsan. Le ministre de la santé, Olivier Véran, a annoncé la commande de plusieurs dizaines de millions de ces masques. Le 24 février, M. Véran, a affirmé que « le port du masque par la population non-malade n'ayant pas voyagé dans les zones à risque n'est pas recommandé car son efficacité n'est pas démontrée. » et que « la France (disposait) de stocks massifs de masques chirurgicaux » au cas où « nous aurions besoin d'en distribuer ». Le port du masque est recommandé uniquement pour les personnes ayant séjourné dans les zones identifiées « à risque » – la Chine, Singapour, l’Iran, la Corée du Sud, la Lombardie, la Vénétie – et ce « pendant les quinze jours suivant leur retour ». Le port du masque sanitaire « est également plus que recommandé pour les malades afin d’éviter la diffusion de la maladie par voie aérienne », a poursuivi M. Véran.

#### Masques réservés aux professionnels de santé

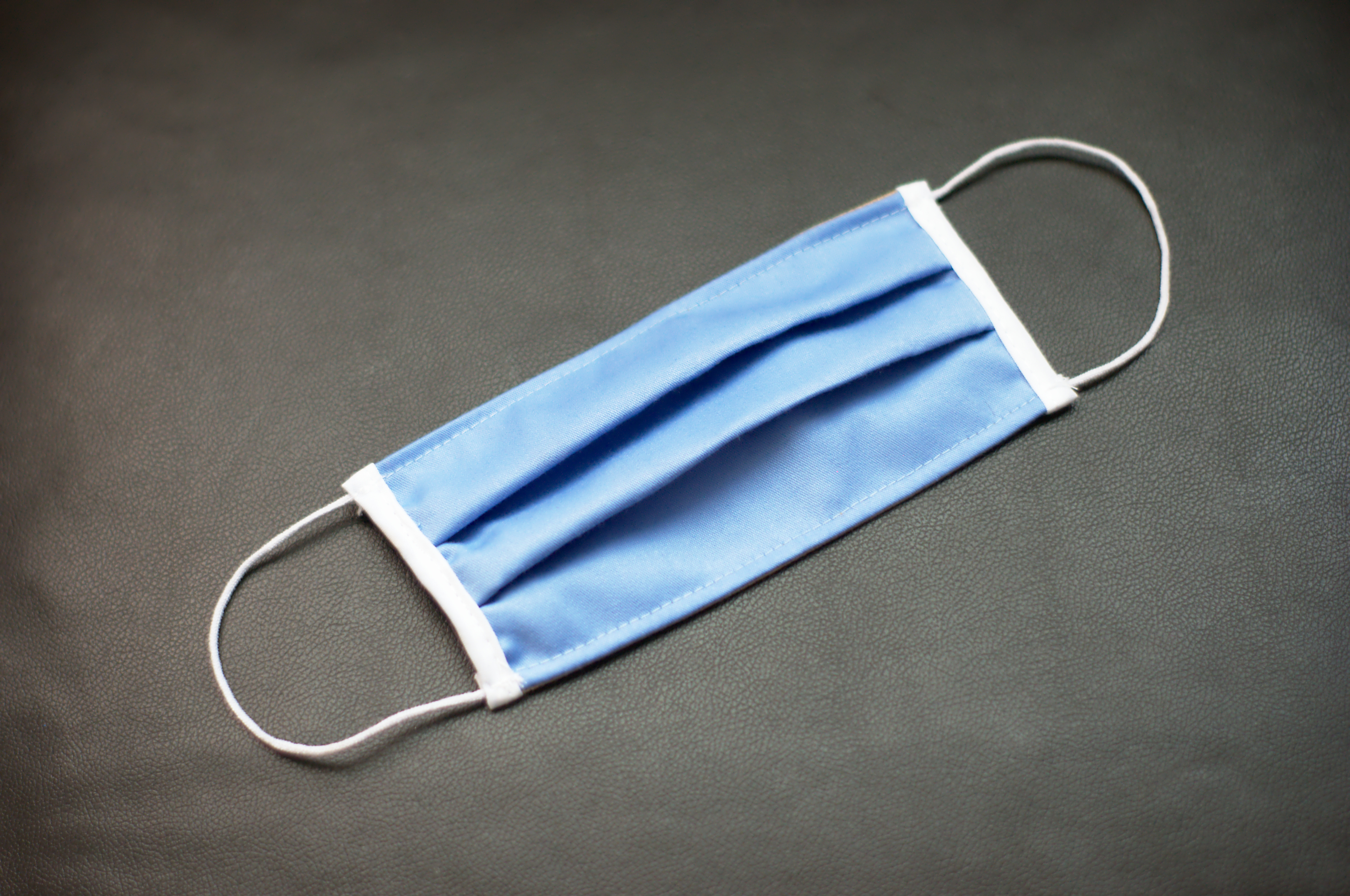
Masque chirurgical.

Le 26 février, auditionné par la commission des affaires sociales du Sénat, Jérôme Salomon, directeur général de la santé a rassuré : « Nous avons débloqué les stocks stratégiques et passé en urgence une commande de masques protecteurs à destination des professionnels de santé. Santé publique France détient des stocks stratégiques importants de masques chirurgicaux. Nous n’avons pas d’inquiétude sur ce plan. Il n’y a donc pas de pénurie à redouter, ce n’est pas un sujet. »,,. Plusieurs personnes chargées de la crise confient à la presse qu'en réalité rien n'était prêt alors que les initiatives de fabrication de masques étaient prises par des entreprises et des particuliers, que de vieux stocks sont retrouvés ou que les réquisitions par l'État se multiplient,.
Le ministre de la Santé, Olivier Véran, a précisé que « sur l'utilisation des masques, d'abord, aujourd'hui comme demain, je l'ai déjà dit, une personne asymptomatique qui se rend dans des lieux publics, qui se déplace en transports en commun, n'a pas à porter de masque, pas de masque FFP2, pas davantage de masque anti-projections, ce n'est pas nécessaire.». 15 millions de masques anti-projections sont déstockés aujourd'hui aux professionnels de santé et aux personnes revenant de zone à risque ou ayant été au contact de personnes infectées,.
Le 27 février, Olivier Véran a affirmé au Point de presse à propos de la pénurie de masques, de tests et de gel : « Nous sommes depuis des semaines dans l’anticipation. Nous avons et nous garderons un temps d’avance. », et que 15 millions de masques ont été déstockés hier et arriveront dans les hôpitaux demain et dans les prochains jours chez les professionnels de santé de ville distribués par les pharmacies. Le directeur de la santé, Jérôme Salomon a dit que le port du masque chirurgical est utile pour une personne contact d'un cas confirmé ou suspect ainsi que pour une personne en quatorzaine à domicile.
En temps normal, la France ne fabrique que 3,5 millions de masques par semaine et en importe le reste, pour un besoin de 40 millions de masques chirurgicaux et FFP2 par semaine, selon le président français Emmanuel Macron,,.
La pandémie de coronavirus a multiplié par plus de dix le besoin en fournitures médicales diminuant les stocks de masques et les équipements de protection individuelle. La pandémie provoque une hausse importante de la demande en masques qui est passée de 40 millions à 100 millions par semaine voire multipliée par soixante. Avec un usage réduit aux professions de santé, la consommation hebdomadaire française est de 24 millions de masques.

### Plan Orsan REB stade 2 (28 février - 5 mars)
Au point de presse du 28 février, Olivier Véran a annoncé le stade 2 et que les masques sont inutiles si vous n’êtes pas malades mais utiles dans certaines situations comme être proche d'une personne malade et que porter un masque en dehors de ces situations, ne vous protège pas car l'essentiel des contaminations se font par les mains,.
Le 29 février, au point de presse du conseil des ministres, Olivier Véran, rappelle que personne n'a besoin de porter un masque si un médecin ne demande pas d'en porter un.
Le soir, au point de presse épidémiologique, le directeur de la santé, Jérôme Salomon a confirmé que le « masque n'est pas la bonne réponse pour le public car il ne peut pas être porté en permanence »,. Puis le 1er mars que « on n’est pas dans un virus qui flotte dans l’air » mais qui « se transmet par les personnes qui éternuent, qui se mouchent et qui vous serrent la main, donc c’est vraiment du contact »,,,,.
Certains médecins français critiquent publiquement une certaine impréparation dans la gestion publique de la crise qui aurait pu être mieux anticipée et le sentiment de devoir bricoler au jour le jour pour faire face au début de la pandémie. Le 29 février, un médecin généraliste de Chalon-sur-Saône qui n'avait pu se procurer de masque rapporte qu'un cas suspect aurait été arbitrairement écarté et non testé sur le motif que le patient concerné était revenu de Milan le 20 février, soit très peu de temps avant le début officiel de la pandémie lombarde. Ce médecin se dit « déçu » de la faiblesse des moyens déployés par la « sixième puissance mondiale », dénonçant un « manque de prévoyance totale » et estimant qu'il serait « stupide » de comparer la Covid-19 à la grippe, les systèmes immunitaires de la population étant vierges face à ce nouveau virus.
Le 2 mars, les quatre médecins de La Balme-de-Sillingy se sont plaints d'un retard de livraison des masques promis par l'ARS, et s'en sont procuré 25 en attendant auprès du centre hospitalier Annecy Genevois. Des médecins et infirmières libérales de Vannes mobilisés pour faire face au début d'un foyer épidémique et pratiquant des visites à domicile s'offusquent de leur difficulté à trouver des masques FFP2, et critiquent le fait de ne pas être associés aux recherches des cas contacts malgré leur connaissance du terrain. En effet, certains d'entre eux sont suspectés d'avoir été contaminés, elles doivent observer un confinement d'une dizaine de jours, et fermer leur cabinet. Cette fermeture impose des frais importants à beaucoup, car la durée de l'arrêt de travail est trop faible pour qu'ils reçoivent des indemnités.
Jean-Paul Ortiz, président de la Confédération des syndicats médicaux français, demande à l'État de faire preuve d'anticipation afin d'agir avant d'entrer dans la phase épidémique. Selon lui, l'État ne dispose pas de stocks stratégiques de masques FFP2 et l'« on gère cette crise de manière trop légère ».
Début mars 2020, des professionnels de la santé pointent l'absence de réserves et le manque de prévision de l’exécutif, alors que les autorités politiques et sanitaires avaient déclaré que les masques n'étaient d'aucune utilité pour une grande partie de la population. L'État envisage de prélever quinze millions de masques dans ses stocks stratégiques pour répondre aux besoins. Cependant, certains acteurs industriels ont dénoncé publiquement le retard du gouvernement dont les commandes auraient été trop tardives, tout en évoquant les difficultés à augmenter rapidement les capacités de production.

#### Décret de réquisition et d'interdiction de vente
Le 3 mars, l’État octroya 10 millions de masques aux pharmacies chargées de les distribuer aux personnels de santé de ville et « entre 15 et 20 millions de masques supplémentaires arriveront dans les pharmacies d’officine à mesure que les besoins se font sentir » avait promis le ministre de la santé, Olivier Véran,.
Dix millions de masques sont déstockés, mais il ne s'agit pas des masques dont ont besoin du personnel de santé qui sont des masques FFP2. Selon Nicolas Brillat, directeur de l'exploitation de l'un des principaux fabricants du secteur, les autorités avaient été alertées depuis six semaines.
Le même jour, afin de réserver les masques aux professionnels de santé qui sont au contact de patients malades, l’État ordonne la réquisition de tous les stocks de masque jusqu'au 31 mai 2020 et donc les pharmacies ont l'interdiction d'en vendre à tout un chacun,, sauf aux particuliers munis d'une prescription médicale. Elles n'ont été autorisées qu'à en livrer un certain nombre décidé par la Direction générale de la Santé aux professionnels de santé comme les médecins (10 masques chirurgicaux et 8 masques FFP2 sont attribués à chaque médecin exerçant en libéral), infirmiers ou kinésithérapeutes jusqu'au 11 mai, tandis que d'autres professions comme les dentistes ont leur propre circuit d’approvisionnement.
Cette pénurie qui affecte notamment le personnel hospitalier très exposé suscite une vive polémique sur la gestion des masques de protection en France. Le gouvernement communique début mars sur des vols de masques dans les hôpitaux et annonce la « mise à l'abri des stocks renforcée et des consignes repassées dans tous les sites » des Hôpitaux de Paris, ajoutant que « des plaintes seront déposées systématiquement ». À cette date, on recense le vol d'environ 10 000 masques soit une infime proportion (moins de 0,01 %) du stock. La consommation hebdomadaire des professionnels de santé français est alors de 24 millions de masques.
Les masques FFP2 ne sont plus disponibles en pharmacies ni dans les magasins de bricolage et les masques chirurgicaux se font rares, alors qu'à Daegu (Corée du Sud) des files d'acheteurs se forment. Ceci alimente un marché noir, des prix en ligne déraisonnables et des ventes de masques contrefaits, périmés ou défectueux.
Le 4 mars, Jérôme Salomon rassure sur BFM TV que « Les masques n’ont aucun intérêt pour le grand public », « Ce n’est pas moi qui le dis, c’est l’organisation mondiale de la santé, ce sont les autorités américaines, ce sont les articles publiés récemment et c’est surtout la société française d’hygiène hospitalière qui le confirme ». La porte-parole du gouvernement Sibeth Ndiaye a expliqué qu'on ne doit pas « acheter de masques, et d’ailleurs on ne peut pas en acheter puisque nous avons donné des instructions aux pharmacies pour qu’elles ne distribuent des masques que sur prescription médicale. »,,. Le gouvernement a décidé de limiter la vente de masques à la prescription médicale, face au risque de pénurie alimenté par des croyances (temps contact) sur le virus[réf. nécessaire].
Le 5 mars, le docteur Benoît Blaes soutient sur le blogue officiel du syndicat national des jeunes médecins généralistes (SNJMG) que la question de la gestion des masques de protection « confine à l’improvisation ». Dans son bilan du 5 mars, Jérôme Salomon évoque une réserve de seulement plusieurs dizaines de millions de masques FFP2.

### Plan Orsan REB stade 2 avancé (6 mars - 13 mars)
Le 6 mars, le Plan Orsan REB passe en stade 2 avancé : 78 % des soignants déclarent manquer de masques FFP2 y compris à l’hôpital.
Le 7 mars, un article sur le site français du Journal international de médecine constate que les autorités sanitaires ont adapté leurs recommandations sanitaires à l’état des stocks de masques disponibles et non à la réalité du risque de contamination.
La pandémie et les pénuries inhérentes à celle-ci créé un terreau favorable aux escroqueries de toutes sortes. De nombreux particuliers ou établissements de soins sont ainsi victimes de faux vendeurs de masques et autres matériels médicaux, les montants extorqués peuvent atteindre des millions d'euros.
Le 10 mars, le ministre de la santé Olivier Véran a affirmé qu'il n'y a « pas de pénurie de masques ». « Nous avons été le seul pays au monde à avoir fait une réquisition complète de tous les stocks de masques, de tous les sites de production de masques, et nous sommes capables d'avoir une gestion et un pilotage par l'État de tous ces masques dans la durée (...) on s'est rendu compte que lorsqu'on déstockait massivement des millions de masques, il y a des gens qui allaient chercher des masques qui n'en avaient pas besoin. J'ai donc pris un arrêté qui interdit la vente de masques pour toute personne qui ne relève pas d'une prescription ou qui n'est pas un professionnel de santé. »,.
Le 13 mars, le Premier Ministre Edouard Philippe a déclaré que « le port du masque, en population générale dans la rue, ça ne sert à rien. Et ça a même un inconvénient : ça prive parfois de masques ceux qui en ont véritablement besoin. »,.
Depuis deux décrets publiés le 3 mars et le 13 mars, les stocks et la production de ces masques en France sont réquisitionnés par l'État, notamment celle des quatre fabricants français de masques de protection FFP2, à savoir Kolmi-Hopen, Segetex-EIF (via sa filiale Valmy), Macopharma et Paul Boyé Technologies. La réquisition des masques a mis un coup d’arrêt aux importations habituelles réalisées par les centrales d’achat.

### Plan Orsan REB stade 3 (depuis le 14 mars)

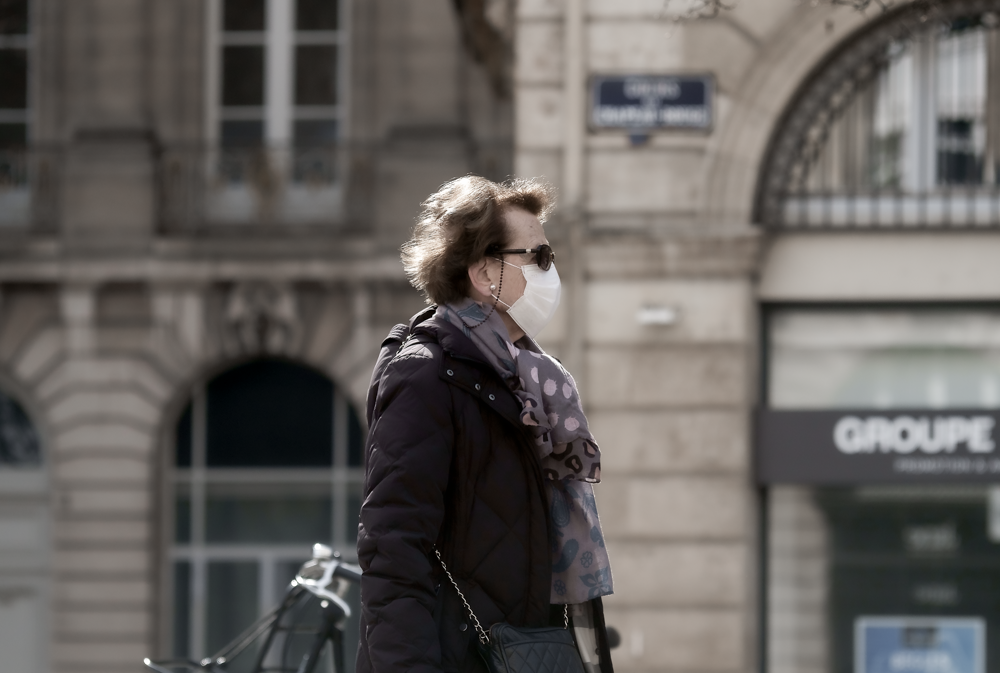
Personne portant un masque en mars 2020.

Dans la deuxième quinzaine de mars, plusieurs grands groupes français s'engagent à donner, à fabriquer ou à aider à fournir du matériel médical (masques, gels hydroalcooliques, respirateurs) et des financements aux hôpitaux,. Des respirateurs de fortune commencent à être fabriqués en adaptant un masque de plongée vendu par une grande enseigne de sport.
La question des matériels de protection fournis aux aides à domiciles, susceptibles d'être contaminé(e)s et de contaminer à leur tour est cruciale, alors qu'il s'agit d'une population fortement exposée ; elle est traitée avec beaucoup de retard. Jusqu'au 16 mars, elles ou ils sont exclus des personnes prioritaires dans la gestion de la pénurie de masques, faisant dire à un employeur qu'on les traite comme « de la chair à canon ».
Le 16 mars, à 20h, le président Emmanuel Macron a annoncé le confinement et qu'une nouvelle politique de préservations et d'attribution des masques est instaurée. Ceux-ci sont désormais réservés en priorité aux hôpitaux et professionnels de santé.
Après le décret du 16 mars, la distribution à venir d'un contingent de 19 masques pour 15 jours par salarié dont les interventions sont jugées indispensables est annoncée dans les médias. Toutefois le plan de gestion de crise de l'ARS d'Île-de-France prévoit une distribution uniquement pour les interventions auprès de personnes vulnérables présentant des symptômes (cas suspects ou confirmés).

#### Confinement (17 mars - 11 mai)
Le 17 mars, à propos de la pénurie de masques, selon Olivier Véran, « Nous avons assez de masques aujourd'hui pour permettre aux soignants d’être armés face à la maladie et de soigner les malades. Mais en fonction de la durée de l’épidémie, nous ne savons pas si nous en aurons suffisamment à terme ». « Nous avons suffisamment de masques FFP2 pour faire face aux besoins hospitaliers et pour équiper les infirmières ou les médecins libéraux. ». « Nous en achetons partout, nous en fabriquons partout. Nous orientons nos productions papier, textile, vers la production de masques ». M. Véran estime qu’il reste 110 millions de masques dans les stocks de l’État, ce qui couvre les besoins « [d']aujourd'hui » mais que cela ne pourra pas couvrir les besoins à long terme. Il s'avère que les stocks sont insuffisants par rapport aux premières annonces de début de crise. Le site internet Mediapart indique que plusieurs opportunités de commandes ont été annulées au dernier moment au mois de mars, ce qui va à l'encontre de ce qu'indique le gouvernement. Les masques disponibles en France proviennent alors des réquisitions auprès des entreprises, de l'armée ou de dons d'organisation caritatives. De nombreuses pénuries de masques pour les soignants sont alors rapportées, malgré les promesses du gouvernement d'en fournir,. Les masques sont alors réservés au personnel soignant.
La porte parole du gouvernement, Sibeth Ndiaye, avait prévenu que « Les Français ne pourront pas acheter de masque dans les pharmacies, car ce n'est pas nécessaire si l'on n'est pas malade. ».
Le directeur général de la Santé, Jérôme Salomon, a expliqué que « les gens sont tout le temps en train de manipuler leur masque (...) et c'est potentiellement en le manipulant qu'on se contamine, puisque par hasard si on a croisé le virus, il y a du virus sur le masque »,.
Le soir, Jérôme Salomon, a affirmé que quelqu'un d'asymptomatique peut ignorer être porteur du virus et que dans la rue, énormément de gens ont des masques qui sont mal ajustés et donc se contaminent massivement en pensant être protégé alors que ces masques sont réservés aux professionnels de santé. Il n'y a pas de raison de porter un masque dans la rue.
Le préfet de police de Paris, Didier Lallement, a rappelé qu’il n'est « pas nécessaire que les fonctionnaires de police portent des masques en dehors de cas de contact. C'est la doctrine affirmée par le gouvernement déjà depuis plusieurs jours.»,.
Le 18 mars, le Pr Jean-François Delfraissy, président du Conseil scientifique Covid-19, reconnaît que la stratégie adoptée par le pouvoir est une stratégie par défaut, adaptée à la pénurie de moyens (masques, tests).
Sur les ondes radio, un message a ordonné aux policiers de “retirer les masques de protection”.
Le ministre des Affaires étrangères, Jean-Yves Le Drian a annoncé que la Chine va livrer deux millions de « masques chirurgicaux » et 200 000 masques de type N95 à l'Union européenne. Un million de masques médicaux et du matériel médical destinés à la France sont acheminés par avion en Belgique. Il s’agit de dons de deux organisations caritatives chinoises. Le plus important site chinois de commerce électronique au niveau mondial, Alibaba.com, a pour sa part annoncé l’atterrissage à Liège d’un avion-cargo transportant des masques pour plusieurs pays européens dont la France.
Le soir, le directeur général de la Santé, Jérôme Salomon, a adressé des remontrances aux clients de supermarchés et aux passants qui portent un masque : « c'est une denrée rare, une ressource précieuse pour les patients » ; de plus, le masque dans la rue est "totalement inutile pour toute personne non contaminée", "seul le personnel soignant, et les malades dans leur chambre ont besoin de porter un masque". Il a appelé les Français qui ne sont pas malades à donner leurs masques plutôt que de les porter dans la rue où "ça n'a pas de sens". La gestion des masques est « en tension ».
Jérôme Salomon, a expliqué que « le raté qu’on a eu ces derniers jours est lié à la réquisition. On a bloqué les commandes faites par les hôpitaux, mais cela a évité la raptation par des pays étrangers. Maintenant, nous allons déstocker massivement. La production est organisée en 3x8 et nous aurons de quoi faire face. »
Le 19 mars, le ministre de l'Intérieur Christophe Castaner a assuré que les policiers « ne sont pas en risque face au coronavirus » et qu’ils n’ont pas besoin de porter des masques.`À l’Assemblée nationale, Olivier Véran fait état d’un stock de 150 millions de masques chirurgicaux et aucun masque FFP2. Il reconnaît un manque d’anticipation : « Nous étions un pays, hélas, qui n’était pas préparé du point de vue des masques et des équipements de protection à une crise sanitaire ». Edouard Philippe a affirmé qu'il va « faire en sorte que cette ressource rare soit bien utilisée, ce qui n’est pas facile, en fixant une doctrine et en veillant à ce que chacun la respecte. ». Les besoins en masques sont estimés à 24 millions par jour.
L’ARS Nouvelle-Aquitaine, et Grand-Est ont lancé un appel de solidarité auprès des entreprises pour collecter des stocks de masques puis d'autres ARS le 20 mars, comme celle des Hauts-de-France, Bourgogne et Occitanie.
Selon Laurent Nuñez, secrétaire d’État auprès du ministre de l’Intérieur, il n'y a pas de pénurie de masque: « Les masques sont livrés très régulièrement. […] Non, je ne reconnais pas qu’il en manque. Nous en avons parlé au conseil de défense, ces masques sont en cours de livraison, pour la plupart des départements ils ont été acheminés ».
La porte-parole du gouvernement, Sibeth Ndiaye a déclaré : « Vous savez quoi ? Je ne sais pas utiliser un masque. Je pourrais dire : ‘Je suis une ministre, je me mets un masque’, mais en fait, je ne sais pas l’utiliser »; « les masques ne sont pas nécessaires pour tout le monde »; « Parce que l’utilisation d’un masque, ce sont des gestes techniques précis, sinon on se gratte le nez sous le masque, on a du virus sur les mains ; sinon on en a une utilisation qui n’est pas bonne, et ça peut même être contre-productif. ».
Des vols de masques sont perpétués dans des établissements hospitaliers ou dans des cabinets libéraux, parfois ce trafic profite même à certains professionnels de santé mal intentionnés,.
Dans son bilan, Jérôme Salomon a expliqué que les masques doivent être réservés aux professionnels de santé, les vols ne doivent pas rester impunis. Il existe deux stratégies contre l'épidémie, à savoir soit du "masque toute la journée et partout" ou soit du confinement. On ne doit pas toucher son masque or beaucoup le manipule et donc se contamine et donc c'est une fausse protection. On se sent tellement protégé et on a cette transmission. Le fait de porter un masque peut être une fausse protection.
Le ministre de la Santé, Olivier Véran a reconnu que les stocks de masque FFP2 étaient vides, mais a rassuré : « Le port du masque n’est pas l’alpha et l’oméga de la protection. ».
Le 21 mars, à propos de la pénurie généralisée de matériel de protection (lunettes, visières, blouses et casques jetables en papier) et de masques dont les réserves de l’État sont tombées à 86 millions, le ministre Olivier Véran a déclaré  « Nous disposons à ce jour d’un stock d’État de 86 millions de masques. Cinq millions de masques aux normes FFP2, 81 millions de masques chirurgicaux ». « À titre de comparaison, nous prévoyons une consommation de 24 millions de masques par semaine dans notre pays » rien que pour équiper les soignants ». « Je dis aux soignants que je comprends et partage leurs attentes et, parfois, leur colère. Je veux vous présenter la situation telle qu’elle est : les pouvoirs publics ont décidé il y a une dizaine d’années d’équiper la France de nouveaux masques. Quels que soient les processus de décision qui ont conduit à ce que ces stocks ne soient pas renouvelés, ils se sont réduits année après année. Il ne restait notamment aucun stock d’État de masque FFP2. Il a été décidé de recourir dès le mois de janvier à l’importation de masques de tous les pays producteurs avant même les premiers cas sur notre territoire. Nous avons mis en œuvre tout pour augmenter notre stock sur un marché tendu. La France a ainsi passé plusieurs commandes à l’étranger auprès d’industriels capables de fournir rapidement de gros volumes. Nous avons passé commande pour plus de 250 millions de masques, qui seront livrés progressivement au cours des prochaines semaines. ».
Le groupe LVMH annonce pouvoir livrer 10 millions de masques (7 millions de chirurgicaux et 3 millions de FFP2) en France par semaine durant un mois grâce à ses réseaux commerciaux en Chine.
Le 22 mars, l'Académie de médecine a recommandé de réserver les masques de protection aux professionnels de santé. Le législateur français a ouvert une enquête sur la gestion passée de ces titres stratégiques. La pénurie de masques a été qualifiée de « scandale d'État »,,.
Dans ce contexte de pénurie, un collectif de médecins lance Stop-Postillons, une initiative visant à mieux informer la population sur la propagation aérienne et sur la pertinence d'un port généralisé de masques fait maison pour limiter la transmission, en attendant la mise à disposition de masques chirurgicaux,,.

#### État d’urgence sanitaire (23 mars)
L’état d’urgence sanitaire a été instauré par la loi du 23 mars 2020 pour une durée de un mois, reconductible. Afin de permettre à l'État de constituer des stocks pour le personnel hospitalier et les EHPAD, le décret du premier ministre no 2020-293 a interdit à toute personne de revendre des masques importés avant le 23 avril (passible du tribunal correctionnel), ainsi qu'à toute personne d'en acheter sous peine d'être poursuivi pour "recel". Un porteur de masque qui a acheté son masque avant l'interdiction a le droit de le porter mais pas de le revendre car cela est un délit. Ainsi, dans le Loir-et-Cher, un stock de 225 masques de protection respiratoire a été réquisitionné par les gendarmes. Tout stock de moins de 5 millions de masques importés à partir du 23 avril et qui n’ont pas été réquisitionnés, peuvent légalement être achetés ou vendus librement, sinon, une autorisation doit être demandée au ministre de la Santé,,.
Dans une tribune du 24 mars dans Libération, Serge Galam, physicien, chercheur émérite au CNRS et au CEVIPOF, dénonce les errements du discours officiel justifiant l'inutilité du port du masque pour la population.
Le 25 mars, la porte-parole du gouvernement, Sibeth Ndiaye a affirmé que « le président ne porte pas de masque parce qu'il n'y en a pas besoin d’un masque quand on respecte la distance de protection vis-à-vis des autres », tandis que Emmanuel Macron visitait l’hôpital de campagne de Mulhouse avec un masque FFP2 sur le visage.
Le 27 mars, l'intersyndicale Alliance police nationale a appelé à ne plus assurer les contrôles de confinement tant qu'ils n'auront pas reçu le "matériel de protection nécessaire suffisant",. Georges Gao, directeur du Centre chinois de contrôle et de prévention des maladies (SCDC), met en garde : « La grande erreur aux États-Unis et en Europe est, à mon avis, que la population ne porte pas de masque. » « Il faut porter un masque. ».
Le 28 mars, lors d’une conférence de presse commune avec le Premier ministre Édouard Philippe, Olivier Véran a annoncé une commande d’un milliard de masques à la Chine ainsi que la mise en place d’un pont aérien pour faciliter l’acheminement.
Le 31 mars, la propagation de la pandémie s'accompagne des cas isolés de préjugés contre les touristes accusés d'importer la maladie, notamment des métropolitains dans les territoires d'outre-mer comme à La Réunion.
Le 1er avril, Édouard Philippe, a affirmé qu'il n'y a « pas de preuve que le port du masque dans la population apporterait un bénéfice. Ce serait même plutôt le contraire, à cause d’une mauvaise utilisation. »,. Le même jour, un groupe de cinq scientifiques de Loire-Atlantique a préconisé le port du masque dans les supermarchés,. Face à l’Assemblée nationale, Olivier Véran évalue le besoin à « 40 millions de masques hebdomadaires ».
Le 6 avril, le député Les Républicains Éric Ciotti a affirmé sur CNews que « Le gouvernement, c’est clair, à partir de janvier (...) n’a pas dit la vérité. Le gouvernement aurait dû dire que nous ne disposions pas de ces masques plutôt que de propager des messages qui étaient erronés », en disant que les masques étaient « inutiles » ou « dangereux »,.

#### Guerre des masques
Le 31 mars, le président des États-Unis a conseillé : « utilisez une écharpe au lieu d’utiliser un masque »,. Mais en France, pour Olivier Véran « parfois ça peut être pire. Si vous portez un linge et que vous parlez avec une personne qui vous postillonne dessus, ce linge est alors imprégné du virus. Quand vous allez rajuster ce linge sur votre visage, vous allez vous en mettre sur les doigts et après vous allez toucher votre visage une fois par minute comme n’importe que Français ».
Les guerres d'enchères entre différents pays et états sur ces articles ont été signalées comme un problème majeur avec des augmentations de prix, des saisies par des gouvernements locaux ou des commandes annulées par la société de vente pour être redirigées vers un meilleur enchérisseur.
En pénurie de masque, l'Italie a demandé de l'aide. La Commission européenne a suggéré que la position des gouvernements français et allemand n'était pas complètement compatible avec la logique du marché commun : la France souhaitant « lutter contre la spéculation et garder les masques pour son personnel médical, les chercheurs en laboratoire et les malades », tandis que l'Allemagne, en interdisant leur exportation, qu'ils soient disponibles sur zone afin que « quiconque le souhaitait [puisse] s’approvisionner pour constituer des stocks ».
Le 1er avril, des millions de masques destinés à la France et déjà en partie payés sont détournés par des Américains qui rachètent toute la cargaison en cash sur le tarmac avant que l'avion ne décolle. La conseillère régionale d'Île-de-France, Valérie Pécresse, a allégué que certains Américains, dans leur recherche agressive de stocks de masques, avaient payés 3 fois le prix en espèces de stocks en attente de chargement sur des transporteurs,. Cependant, Politico Europe a rapporté la revendication française comme "non fondée" et l'ambassade des États-Unis à Paris a déclaré que "le gouvernement des États-Unis n'a acheté aucun masque destiné à être livré de Chine en France".
Le 3 avril, la société suédoise de soins de santé Mölnlycke a annoncé que la France avait saisi des millions de masques faciaux et de gants qu'elle avait importés de Chine en Espagne et en Italie. Le directeur général de la société, Richard Twomey, a dénoncé la France pour avoir "confisqué des masques et des gants même si ce n'était pas les siens". C'est un acte extrêmement dérangeant et inconvenant. " Mölnlycke estime qu'un total de "six millions de masques a été saisi par les Français. Tous avaient été contractés, dont un million de masques chacun pour la France, l'Italie et l'Espagne. Le reste était destiné à la Belgique, aux Pays-Bas, au Portugal et à la Suisse, qui jouit d'un statut commercial spécial avec l'UE. ". Le ministère suédois des Affaires étrangères a déclaré à l'Agence France-Presse : "Nous attendons de la France qu'elle cesse rapidement la réquisition de matériel médical et fasse ce qu'elle peut pour garantir la sécurité des chaînes d'approvisionnement et le transport des marchandises. Le marché commun doit fonctionner, en particulier en temps de crise. ",,.
Le 5 avril, à l’aéroport de Bâle-Mulhouse, des masques provenant de Chine et à destination de collectivités publiques françaises ont été réquisitionnés par l’État,. Le 8 avril, le ministre de l'Intérieur, Christophe Castaner, a expliqué qu'il n'est « pas question qu'il y ait des guerres des masques entre les collectivités locales et l'État ».

#### Interdiction de l'obligation de porter un masque
La demande du 8 avril de la ville de Sceaux d'obliger ses habitants à porter un masque a été suspendue le 9 avril par le tribunal administratif de Cergy-Pontoise, pendant que de son côté, le ministre de l’Intérieur a demandé aux préfets de « prendre langue avec ces maires pour qu’ils retirent leurs arrêtés pendant toute la période du confinement », car ils ne seraient « pas cohérents par rapport à l’exigence qu’implique le confinement parce que cela peut laisser penser qu’on peut sortir si on a un masque ».
La demande de Sceaux a été annulée le 17 avril par l'ordonnance no 440057 du Conseil d’État,,.

#### Généralisation du port du masque
Le ministre de l'Intérieur, Christophe Castaner, a déclaré le 26 mars avoir livré 800 000 masques à 100 000 agents de l'ordre. Selon l'entourage du ministre, un million de masques doivent arriver de Chine ce week-end, puis être distribués aux policiers et gendarmes qui effectuent les contrôles de confinement auprès de personnes potentiellement contaminées qui ne portent pas de masque non plus.
Bien que l'OMS n'ait pas changé de recommandation sur le port du masque et ne recommande les masques que pour le personnel soignant, les malades et les personnes s'occupant de manière rapprochée d'un malade,, et malgré les nombreux avertissements sur les risques accrus d'être contaminé en cas de port du masque par un individu sain,,; les masques grand public pourraient être des masques alternatifs pour réserver les masques chirurgicaux et FFP2 aux seuls soignants (la pénurie étant toujours de mise et pour longtemps).
Le 27 mars, l'AFNOR publie un masque grand public homologué pour être fabriqué par plus de 240 entreprises différentes,. Les fabricants français ont augmenté fortement leur production pour faire face à la pénurie. La France a demandé à ses quelques usines de fabrication de masques chirurgicaux et FFP2 de travailler 24 heures sur 24 et 7 jours sur 7 et de porter de 3,5 millions en janvier à dix millions en avril, puis vingt millions en mai et enfin cinquante millions par semaine à l'automne.
Le 30 mars, 8,5 millions de masques arrivent en France par avion. Ils font partie d'une commande de 1,5 milliard de masques par le gouvernement, la production nationale de huit millions d'unités ne pouvant suffire pour couvrir les besoins hebdomadaires évalués à quarante millions de pièces,.
Le 31 mars, Emmanuel Macron, a annoncé que la France va changer de vitesse dans la production de masques et respirateurs,.
Fin mars et début avril, le gouvernement français, par le biais de Sibeth Ndiaye, porte-parole du gouvernement, ou d'Olivier Véran, indiquent qu'il n'y a pas de consensus scientifique concernant le port du masque, ou que « [l'OMS] ne recommande pas le port du masque dans la population en général ».
Le 1er avril, Olivier Véran a confirmé que la France a commandé plus d’un milliard et demi de masques en France et à l’étranger, notamment à la Chine, pour les semaines et les mois à venir. Un pont aérien mis en place entre la France et la Chine a permis d’importer lundi [30 mars] 8,5 millions de masques, nous en attendons 13 millions supplémentaires la semaine prochaine, a détaillé le ministre de la Santé qui le 4 avril a précisé que « on doit être pas loin des deux milliards, et on continue de passer des commandes ». 500 000 masques par jour ont été promis au personnel soignant dont les hôpitaux qui en ont besoin de 24 millions par semaine. Le 19 avril 2020, 150 tonnes de matériels de lutte contre la pandémie de Covid-19 dont huit millions de masques FFP2 à destination d'une entreprise sont arrivés de Chine à bord d'un Antonov An-225 Mriya à l'aéroport Châlons-Vatry.
Le 2 avril, pour les sorties du grand public, l'Académie de médecine a recommandé le port obligatoire de masques protecteurs « alternatifs » afin de ne pas priver le personnel soignant des masques médicaux traditionnels, en pleine pénurie,. « Il est établi que des personnes en période d'incubation ou en état de portage asymptomatique excrètent le virus et entretiennent la transmission de l'infection. En France, dans ce contexte, le port généralisé d'un masque par la population constituerait une addition logique aux mesures barrières actuellement en vigueur », a estimé l'Académie,.
Le 3 avril, le directeur général de la santé, Jérôme Salomon a déclaré : « Nous encourageons le grand public, s’il le souhaite, à porter […] ces masques alternatifs qui sont en cours de production ». « Si nous avons accès à des masques, nous encourageons effectivement le grand public, s’il le souhaite, à en porter ». Une étude chinoise montre la transmission de plusieurs virus d'infections respiratoires aiguës saisonnières (grippe, rhinovirus et coronavirus) par les gouttelettes respiratoires (postillons ou gouttelettes de Pflüge).
Le 4 avril, Olivier Véran explique qu'on « doit être capable de produire des masques pour des personnes qui ne sont pas des soignants, qui sont des personnes en deuxième ligne, qui vont être contact avec le public, voire demain de proposer à tout le monde de porter une protection » tel que le masque alternatif en tissus. Par conséquent, l'exécutif a demandé « de réévaluer la doctrine » du port du masque,.
Le 6 avril, le discours gouvernemental change, incitant le grand public à porter des masques alternatifs, le gouvernement indiquant encore que leur précédent discours « était du reste cohérent avec le discours de l’OMS, qui disait que ça ne servait à rien à la population générale ». Or l'Organisation mondiale de la santé (OMS) indique bien que « le port d’un masque médical est l’une des mesures de prévention qui peut limiter la propagation de certaines maladies respiratoires virales, dont le Covid-19 ». La désinformation se base sur une notice de l'OMS du mois de février, visant à éviter de provoquer une pénurie de masques en évitant de les faire porter par des personnes ne présentant pas de symptômes, et sur le fait que les masques sont une protection parmi d'autres, notamment avec les comportements-barrière.

##### Interdiction de fournir sous prescription les masques d'État
Le 7 avril, le message DGS-urgent du ministère de la santé a précisé que concernant les masques, « cette dotation du stock État n’a vocation qu’à une délivrance aux professionnels mentionnés ci-dessus et non à honorer des prescriptions médicales.». Avec une prescription, les pharmacies ne peuvent plus que fournir de masques[pas clair] qu'elles ont elles-mêmes acquis après le 27 mars. Les masques d'État, c'est-à-dire tous ceux importés en France avant le 23 mars ou saisis après le 23 mars, ne peuvent plus être délivrés même sous prescription. Sur la page "Foire aux questions" du conseil de l'Ordre des pharmaciens, à la question « Peut-on honorer une prescription médicale de masques avec les stocks d'État ? », la réponse est « Non, cette dotation n'a vocation qu’à une délivrance aux professionnels de santé. »,. Le 12 mars, le président de la Fédération des syndicats pharmaceutiques français (FSPF), avait rappelé que les masques étaient « réservés en priorité aux professionnels de santé libéraux ». Le 24 mars, le Conseil Départemental de Loire Atlantique de l'Ordre des Médecins avait affirmé que les pharmacies d'officine ont interdiction d'honorer les prescriptions médicales de masques.
La maire de Paris Anne Hidalgo (PS) a annoncé que le port du masque sera encore plus fortement encouragé : « J’ai toujours considéré qu’il était absolument indispensable » de se protéger avec un masque, a tweeté Anne Hidalgo. « Il faut que chacun puisse avoir une protection, n’importe quel type de foulard ou de masque est mieux que rien. ». Deux millions de masques en tissu seront bientôt offerts aux Parisiens, a-t-elle promis.
Le ministre de la Santé Olivier Véran a expliqué que le port obligatoire du masque est une « question ouverte » qui dépendra de l’évolution des « recommandations scientifiques ». Le port du masque sera « peut-être » obligatoire, a indiqué Olivier Véran sur RMC/BFMTV. Il cite l’Académie de médecine et « certaines autorités internationales comme en Allemagne […] qui recommande désormais, parce que ce n’était pas le cas initialement, d’équiper tout le monde d’un masque ».
Le 9 avril, la porte-parole du gouvernement français, Sibeth Ndiaye a déclaré qu'il n'y a pas « aujourd'hui de consensus scientifique en la matière », soulignant que l'Organisation mondiale de la santé (OMS) « ne recommande pas le port du masque dans la population de manière générale », et que « Nous prendrons des mesures pour l'extension du port du masque pour toute la population dès lors que nous aurons un consensus scientifique ».
Le 10 avril, la présidente du conseil régional de l'Île-de-France, Valérie Pécresse a décidé de donner 3,6 millions de masques chirurgicaux aux officines de la région Île-de-France pour une distribution aux soignants et aussi aux patients munis d'ordonnances,.
Le président du conseil régional de l’ordre des pharmaciens a rappelé que les pharmaciens n'ont a pas le droit de fournir un masque sous ordonnance car « les masques ne sont pas les nôtres, ce sont les stocks de l’État »,. Le 16 avril, le président de l’Union de syndicats de pharmaciens d’officine avait affirmé qu'il y a eu « des erreurs de communication, mais aujourd’hui les consignes sont claires : on n’a pas le droit de donner ou vendre des masques aux patients, même sur prescription ».
Le site internet Mediapart a révélé que les chiffres des commandes de masques effectuées par l'État français et annoncées par Olivier Véran, ministre de la Santé, se contredisent et ne peuvent pas être vérifiés. Les chiffres des livraisons annoncées par le gouvernement concernant le nombre de masques commandés en Chine ne correspondent pas aux livraisons effectives, certains chiffres incluant également la production de la seule usine française ou se contredisant.
Le 11 avril, dans son point quotidien, Jérôme Salomon a indiqué que seulement 35 millions de masques chinois ont été réceptionnés.
Le 13 avril, Emmanuel Macron a déclaré, que « Nous n’avons pas pu distribuer autant de masques que nous l’aurions voulu pour nos soignants, pour les personnels s’occupant de nos aînés, pour les infirmières et les aides à domicile ». « Pour les professions les plus exposées et pour certaines situations comme dans les transports en commun, son usage pourrait devenir systématique ». « Il est difficile d’entendre qu’une pénurie mondiale empêche les livraisons. Les commandes sont désormais passées ». «L’État, en lien avec les maires, devra permettre à chacun de se procurer un masque grand public », puis le 23 avril, que les municipalités devront « partager le fardeau financier » avec l’État, les municipalités étant encouragé à acheter des masques de façon massive, en plus des commandes de l’État.
Le 19 avril, le ministre de la Santé a dit que pour les « gestes barrières, s'il y a un consensus international jamais pris à défaut, intangible, c'est l'importance du lavage des mains, d'éviter de tousser vers les personnes qui sont face à vous, utiliser un mouchoir », la distanciation physique, au moins 1 mètre, ce sont les meilleurs outils pour se prémunir d'un virus. Il y a une autre mesure de protection qui pose beaucoup questions, vous trouvez des publications favorables et d'autres circonspects, la question des masques. Le Premier ministre Édouard Philippe a annoncé qu’il était « probable » que les masques soient obligatoires pour tous dans les transports en commun. « Pour la première fois », la France a réussi à « importer plus de masques que ce qu’elle consomme actuellement ».
Le 20 avril, la porte-parole du gouvernement français, Sibeth Ndiaye a rappelé qu'il n'y a « pas de consensus scientifique à ce stade sur l'utilité de l'utilisation du masque pour tous les Français », avant que le 22 avril, l'Académie de médecine ne recommande une seconde fois de rendre obligatoire le port du masque puis que le Conseil scientifique, recommande son obligation pour les enfants à partir du collège.
Le 21 avril, une enquête publiée par le Phare (syndicat des praticiens hospitaliers anesthésistes-réanimateurs) indique que 20 % des praticiens manquent de masques FFP2.

##### Autorisation de vente partielle
Dès le 27 avril, les pharmacies et les buralistes furent autorisés de vendre les masques grand public (homologués), tandis que les masques chirurgicaux et FFP étaient toujours interdits de vente,,.
Après avoir augmenté sa réserve de masque par une augmentation de sa production et de commande à l'étranger, la France a pu élargir la distribution des masques à destination d'autres professions travaillant dans les Ehpad, les agents de sécurité, les pompes funèbres et les enseignants.
Le 28 avril, Édouard Philippe s'est défendu : « Réserver les masques aux soignants, c’était, mécaniquement, refuser de les distribuer à d’autres : c’est un choix difficile, c’est un choix contesté, c’est un choix que j’ai estimé nécessaire. ». Le port du masque sera obligatoire dans les transports publics.
Depuis le 29 avril, le site internet du gouvernement, gouvernement.fr publie une page dédiée au masque grand public,. La secrétaire d’État, Agnès Pannier-Runacher, a annoncé : « Nous mettons à disposition des préfets et des maires, chaque semaine, cinq millions de masques lavables vingt fois, pour les personnes vulnérables financièrement. C’est l’équivalent de l’usage de cent millions de masques chirurgicaux. C’est considérable. Ce sera gratuit ».
Le 30 avril, constatant que la grande distribution va commercialiser des centaines de millions de masques, plusieurs ordres de professions de santé ont publié un communiqué commun sous le titre « Les masques tombent ». Début mai 2020, des professionnels de la distribution pharmaceutique ont dénoncé le fait que la grande distribution a profité de l'absence de réaction de la part des pharmaciens pour constituer des stocks de masques à vendre au grand public. Certains demandent leur réquisition. Le ministre de la Santé a déposé un mémoire expliquant qu'il n'était pas interdit aux pharmaciens de vendre les masques qui n'ont pas été réquisitionnés.
Dans le journal Le Parisien du 2 mai, pour Olivier Véran, « Il n’y a aucun revirement, mais une évolution scientifique très forte. Nous avons toujours voulu insister sur le fait que les masques ne constituaient pas l’alpha et l’oméga de la protection ».
Le 3 mai, Christophe Castaner s'est défendu que « la France avait un stock de masques pour son usage habituel de 20 semaines mais compte tenu de la crise mondiale que nous avons connue, ce stock de masques n’est pas apparu suffisant ». Le choix a été « d’équiper en priorité les personnels de santé ». Depuis le 1er mars, plus de 700 millions de masques ont été importés.

##### Permission du port obligatoire du masque
Dès le 4 mai, les trains Thalys et Eurostar ont exigé le port du masque sous peine d'amende ou de refus d'accès à bord des trains,. Trois villes, Cannes, Mandelieu-la-Napoule et Questembert, ont instauré le port du masque obligatoire. À Cannes, 74% des visiteurs des marchés portaient un masque pendant un certain week-end, d'après Datakalab, une société de surveillance vidéo qui alerte les autorités lorsque des violations d'absence de port du masque et des règles de distanciation sociale sont détectées,. À Questembert, le marché est seulement accessible aux personnes portant un masque.
Le même jour, les grandes surfaces ont été autorisées à vendre les masques grand public (homologués).
Le 5 mai, des commerces comme ceux de Bureau Vallée de Providence aux Abymes, ont placé des pancartes informant le port du masque obligatoire pour entrer. L'agence Santé Publique France rappelle que « des études montrent une réduction modérée cependant non significative des infections respiratoires par le port de masque en communauté ». Cependant d'autres études arrivent à des résultats différents.

## Import en 2021
Pour des raisons techniques, il est temporairement impossible d'afficher le graphique qui aurait dû être présenté ici.